# Сарычев, Владимир Фёдорович
Влади́мир Фёдорович Са́рычев (15 [27] октября 1859 года, Гдов — 14 февраля 1924 года, Таллин) — русский генерал-лейтенант флота. Последний представитель прославленной династии военно-морских офицеров Сарычевых.
Известен как командир мореходной канонерской лодки «Гиляк» в битве за форты Таку и крейсера II ранга «Боярин», погибшего в первые дни Русско-японской войны.

## Биография
Сын Фёдора Васильевича Сарычева (1829—1884), героя обороны Севастополя, служившего тогда в чине капитан-лейтенанта управляющим Выскотской конторой ведомства императорского двора в Гдове, и его супруги Марии Александровны, урождённой фон Рейц (1840—1902). Детские годы провёл в имении своих родителей, расположенном в селе Колодье Гдовского уезда, которое досталось ему потом по наследству от матери. По семейной традиции поступил в 1879 году в Морской кадетский корпус, чтобы стать военным моряком. 27 сентября 1882 года окончил его с присвоением звания мичман.
В 1882—1885 годах на корвете «Скобелев» находился в кругосветном плавании. По пути из Батавии до Новой Гвинеи пассажиром на этом судне был знаменитый путешественник-этнограф Н. Н. Миклухо-Маклай. У берегов Новой Гвинеи мичман Сарычев производил гидрографические работы. В частности, обследовал на паровом катере и нанёс на карту небольшой пролив в Архипелаге Бисмарка в Новогвинейском море, который с тех пор носит его имя. 1 апреля 1890 года высочайшим приказом № 506 ему присвоено звание лейтенант.
В 1899 году окончил в Кронштадте годичный курс Артиллерийского офицерского класса по первому разряду, получив право назначения артиллерийским офицером: младшим — на суда I ранга — или старшим — на корабли II и III рангов. 18 апреля того же года высочайшим приказом № 283 ему было присвоено звание капитан-лейтенант.

### Служба на канонерской лодке «Гиляк»
По окончании Артиллерийского класса капитан-лейтенант В. Ф. Сарычев был назначен старшим офицером канонерской лодки «Гиляк», недавно спущенной на воду в «Адмиралтейских верфях». Принял вместе со всей командой участие в испытаниях и устранении заводских недоделок на лодке, которые продолжались до конца августа 1899 года, несмотря на то, что она уже с осени 1898 года официально находилась в кампании.

#### Переход на Тихий океан
Вечером 4 сентября 1899 вышел в составе экипажа канонерской лодки «Гиляк» из Кронштадтской гавани и направился на Дальний Восток для присоединения к эскадре Тихого океана. 5 декабря прибыл в Смирну. Там заболевшего командира лодки В. М. Ларионова сменил капитан 2-го ранга барон И. Б. Индрениус.
Далее «Гиляк» через Суэцкий канал и Красное море пришла в Аден, где командир неожиданно получил приказ: направиться в Персидский залив и посетить его главные порты. В то время Великобритания доминировала в этом стратегически важном регионе и, благодаря наличию собственных колоний, сухопутных войск и кораблей-стационеров, диктовала большинству государств залива внешнюю политику, направленную на вытеснение оттуда других колониальных держав. Только Франции удалось «закрепиться» в Маскате. России же ничего не оставалось, как демонстрировать своё присутствие в регионе эпизодическими заходами боевых кораблей, первым из которых и стал «Гиляк». Как только об этих планах стало известно, британское генеральное консульство в Бушире развернуло активную деятельность с целью им воспрепятствовать — местным представительствам иностранных фирм было предложено отказывать русским в каком-либо снабжении. Кроме того, в Бендер-Аббас прибыл крейсер «HMS Pomone», командир которого попытался убедить персидского губернатора в том, что прибытие «Гиляка» под предлогом необходимости заправки топливом на самом деле есть лишь прикрытие для захвата этого порта Российской империей. Английские агенты также безуспешно пытались отговорить шейха Кувейта Мубарака Великого от встречи с командованием «Гиляка».
Однако, несмотря на попытки противодействия англичан, русская канонерская лодка успешно справилась со своей миссией. В течение месячного плавания по Персидскому заливу капитан-лейтенант Сарычев посетил города Бушир, Эль-Кувейт, Басру и Хорремшехр. Как старший офицер, он сопровождал командира «Гиляка» во время визита к кувейтскому шейху Мубараку Великому, который специально приехал накануне из своей резиденции в пустыне, чтобы встретиться с русскими моряками. В ходе аналогичных визитов вежливости Владимиру Фёдоровичу довелось познакомиться с шейхом Персидского Арабистана, турецким губернатором в Басре и многими другими представителями местной знати, что позднее ему весьма пригодилось.
В Сайгоне принял командование «Гиляком» у капитана 2-го ранга барона И. Б. Индрениуса, тяжело заболевшего накануне в ходе плавания из Персидского залива на Дальний Восток через Индийский океан. Таким образом, началась командирская карьера капитан-лейтенанта В. Ф. Сарычева.
24 мая 1900 года новый командир привёл корабль в Шанхай, где намеревался простоять десять дней для приведения судна в порядок, но вскоре «вследствие полученного предписания» поспешно вышел в море и на рассвете 31 мая прибыл в Порт-Артур. А уже через 30 часов повёл груженный продовольствием для эскадры «Гиляк» к устью реки Пейхо для участия в подавлении Боксёрского восстания, вспыхнувшего в Китае.

#### Боксёрское восстание. Битва за форты Таку
4 июня 1900 года в 0 часов 50 минут в устье реки Пейхо началась битва за форты Дагу (иначе — Таку). Батареи китайских фортов открыли артиллерийский огонь по канонерским лодкам союзников. «Гиляк» под командованием капитан-лейтенанта Сарычева, вместе с другими русскими и иностранными канонерками, открыл ответный огонь по «Северо-Западному» форту.
В самом начале боя, находясь ближе всех к фортам противника, «Гиляк» освещал их своими прожекторами, а также поддерживал пулемётным огнём атаку английских контрминоносцев «HMS Fame» и «HMS Whiting» на четыре китайских миноносца, стоявших у арсенала Таку. Их команды пытались отстреливаться, но потом бежали на берег, а суда были захвачены и позже поделены между союзниками.
Из-за своей боевой диспозиции «Гиляк» наиболее тяжело пострадал от огня китайских батарей — потери его экипажа составили почти половину из 119 человек убитых и раненых в этом бою на судах союзников. Один из снарядов пробил навылет мачту, другой попал в кочегарку, частично нарушив работу машин, третий пробил корпус ниже ватерлинии и вызвал взрыв и пожар в носовом снарядном погребе. Всего в этом бою канонерская лодка потеряла 8 членов экипажа убитыми и 48 тяжелоранеными (по другим сведениям — 45), из которых большинство были сильно обожжены и 17 скончались позднее.
Несмотря на потери и разрушения, офицеры и матросы «Гиляка» под командованием Сарычева продолжали одновременно спасать свой корабль и обстреливать китайские форты из кормовых орудий, действовавших в течение всего боя. При этом командир, будучи старшим артиллерийским офицером лодки, лично наводил 120-мм орудие. Когда справились с пожаром, вновь заработала и носовая артиллерия. Снаряды для главного калибра матросы доставали, ныряя в затопленный погреб. Позднее Сарычев отмечал в рапорте: «снарядов подавали даже больше, чем требовалось». Комендорам «Гиляка» удалось подавить меткой стрельбой китайскую батарею, которая вела по нему огонь, и попадания в корабль прекратились. В общей сложности по врагу было выпущено 1818 снарядов.
Огонь был залит в течение 15 минут, «после тушения пожара немедленно приступили к подводке под пробоину пластыря» и откачке воды, что улучшило положение на лодке. Исправлена была и машина, однако из-за пробоины корабль не мог двигаться. Поэтому «Гиляк» остался на месте, когда остальные канонерки в 6 утра снялись с якоря и пошли вниз по реке для бомбардировки ещё сопротивлявшихся «Южного» и «Нового» фортов. С их падением в 6 часов 45 минут бой завершился. Вернуть лодке подвижность, заделав пробоину и осушив затопленные отсеки, удалось только на следующий день.
5 июня на рейд Таку прибыли крупные корабли Тихоокеанской эскадры и транспорты с подкреплениями. Младший флагман эскадры контр-адмирал М. Г. Веселаго оказал честь капитан-лейтенанту Сарычеву, перенеся свой флаг с броненосца «Петропавловск» на «Гиляк». В задачи Веселаго входило руководить охраной тыла наступающих в глубь материка войск союзников, что было гораздо удобнее делать с канонерской лодки, специально приспособленной для плавания по рекам, чем с борта крупного морского корабля. «Гиляк» стал, таким образом, его ставкой до конца наступления, завершившегося 1 августа взятием Пекина. Восстание было фактически подавлено, а китайское правительство бежало из столицы.
18 сентября капитан-лейтенант Сарычев привёл «Гиляк» в Шанхай-гуань, чтобы вместе с другими кораблями эскадры высадить десант. В тот же день был занят город Мукден, а к середине октября, к неудовольствию недавних союзников, Россией была оккупирована вся Маньчжурия.

#### Последние месяцы на «Гиляке»
20 ноября 1900 года Владимир Фёдорович вернулся на «Гиляке» из Таку в Порт-Артур и уже через неделю вышел на нём в плавание в составе отряда кораблей под командованием нового начальника эскадры вице-адмирала Н. И. Скрыдлова, куда входили крейсеры «Россия» (флаг адмирала), «Адмирал Нахимов» и броненосец «Петропавловск». Целью похода было посещение китайских портов в Печилийском заливе, а также японских — Нагасаки и Иокогамы для выяснения позиции властей Страны восходящего солнца по поводу оккупации Маньчжурии Россией.
1 января 1901 года в Иокогаме В. Ф. Сарычева застало известие о присвоении звания капитан 2-го ранга. В новом звании он посетил приём, данный императором Мэйдзи командирам отряда русских кораблей. Император заверил визитёров в своём дружественном отношении. Через несколько дней «Гиляк» отделился от отряда Скрыдлова и направился в крейсерское плавание у южных берегов Кореи с российским консулом Соковым на борту. За полтора месяца лодка посетила Пусан, Мокпхо, Чемульпо и другие порты.
9 марта того же года капитан 2-го ранга Сарычев привёл «Гиляк» на рейд Таку, и контр-адмирал М. Г. Веселаго вновь перенёс на него свой флаг. На этот раз задача состояла в том, чтобы подняться до Тяньцзиня и забрать там военного агента России в Китае генерал-майора К. И. Вогака. Вернувшись на морской рейд, адмирал перенёс свой флаг на крейсер «Адмирал Корнилов», а «Гиляк» примкнул к его отряду, который 13 марта пришёл в Порт-Артур. Через сутки по распоряжению командования Сарычев вновь увёл лодку в Тяньцзинь.
26 марта контр-адмирал Веселаго инспектировал боевую готовность «Гиляка» в Порт-Артуре и в целом остался доволен, хотя и выявил ненормальную ситуацию с боеприпасами на лодке. В результате повреждений, полученных ещё в сражении за крепость Таку, все сферические мины и большое количество артиллерийских боеприпасов в погребах пришли в негодность: погнулись, промокли, либо в них выгорел порох. Фактически корабль 8 месяцев возил в трюме балластом испорченный боекомплект, что заметно снижало его боеспособность. Однако вины командира лодки в этом усмотрено не было, поскольку судно постоянно находилось на боевых заданиях, а перебрать погреба вне базы не представлялось возможным.
Не удалось исправить ситуацию с боекомплектом и после этой инспекции, так как уже 7 апреля капитан 2-го ранга Сарычев по приказу главнокомандующего морскими силами Тихого океана вице-адмирала Е. И. Алексеева вновь повёл «Гиляк» с двумя миноносцами в море, чтобы проверить сведения о появлении у западного побережья Квантуна джонок хунхузов. Через три дня Сарычев вызвал телеграфом помощь одному из миноносцев, севшему на необозначенный риф. Прибывший крейсер «Адмирал Нахимов» освободил его и увёл оба миноносца в Порт-Артур. «Гиляк» продолжил плавание, но через несколько дней и сам оказался на мели при попытке стать на якорную стоянку в проливе между двумя островами из группы Эллиот. Через полчаса начался прилив, и корабль самостоятельно освободился, однако в трюме обнаружились вмятина и незначительная течь. «Гиляк» вернулся в Порт-Артур.

### Командир крейсера II ранга «Боярин»
30 апреля 1901 года Владимир Фёдорович был назначен на смену капитану 2-го ранга В. И. Литвинову командиром бронепалубного крейсера II ранга «Боярин», заказанного Россией в Дании. Таким образом, корабль, который находился ещё на стапелях, получил уже второго командира. Сдав командование канонерской лодкой «Гиляк» капитану 2-го ранга Л. Ф. Добротворскому, Сарычев отправился в Копенгаген.
Прибыв туда вскоре после церемонии спуска судна на воду, капитан 2-го ранга В. Ф. Сарычев принял деятельное участие в его достройке и комплектовании. В одном из своих рапортов он отмечал:

Снабжение крейсера по штату производится заводом всё до мельчайших подробностей <…> надеюсь, что испытания должны быть благоприятными ввиду того, что наблюдающими инженерами, как корабельным, так и по механической части, сделано было все, что только возможно, чтобы материалы и приборы ставились после самых тщательных и строгих предварительных испытаний<…>— 
8 октября 1902 года, после завершения заводских испытаний и комплектования русской командой, Сарычев привёл полностью готовый к боевой службе крейсер из Копенгагена в Кронштадт.

#### Переход в Порт-Артур
27 октября 1902 года Сарычев вывел «Боярина» из Кронштадта в дальнее плавание. Ему была поставлена задача примкнуть к отряду адмирала Э. А. Штакельберга, движущемуся на Дальний Восток для усиления Первой Тихоокеанской эскадры. Нагнать Штакельберга ему удалось в Портленде, где получил приказ отделиться с «Боярином» от отряда и выполнить обход портов Персидского залива. Однако 24 ноября, через несколько часов после выхода отряда из этого порта, на борту «Боярина» по неустановленной причине застрелился старший механик корабля И. Ф. Блюменталь. По приказу адмирала капитан Сарычев увёл свой быстроходный крейсер вперёд в испанский порт Виго, чтобы придать тело погибшего земле.
Встретив новый 1903 год, вместе со Штакельбергом направился в Порт-Саид, откуда «Боярин» ушёл вперёд для обхода Персидского залива. К этому времени подобные визиты стали регулярными, но уже были не единственным способом демонстрации интересов России в регионе — в 1901 году были открыты русские консульства в Бушире и Басре. Тем не менее, приход новейшего боевого корабля крейсерского класса давал российским дипломатам существенные преимущества в переговорах с местными властями.
30 января прибыл в Джибути, где «Боярина» ожидал французский крейсер III ранга «Infernet». Дело в том, что из-за натянутых отношений с союзницей Японии — Великобританией — рассчитывать на получение угля в подконтрольных ей портах залива не приходилось. Российское Министерство иностранных дел договорилось о снабжении с французскими властями, согласившись на их встречное требование о том, что «Инферне» будет повсюду сопровождать «Боярина» в Персидском заливе. Однако, не слишком полагаясь на французов и зная по собственному опыту, что в это время года в заливе не ожидается сильных ветров, Сарычев пошёл на риск перегрузки корабля. В Джибути углём и водой заполнили всё доступное пространство внутри корпуса. При этом выяснилась крайне неудачная проектная центровка крейсера — он сразу сел на нос с дифферентом в полметра, а к приходу в Маскат, из-за освобождения кормовых угольных ям, ещё сильнее. Это затрудняло управление кораблём, особенно при попутном ветре. 10 февраля капитан Сарычев нанёс официальный визит султану Маската: «Разговор коснулся [недавнего] посещения „Варяга“ и „Аскольда“, которые, очевидно, оставили глубокое впечатление и дали яркое представление о силе России».
14 февраля русский и французский корабли встали на рейде Бушира. Командиры посетили губернатора персидской провинции, а на следующий день провели для него показательные артиллерийские учения с двумя выстрелами из 120-мм орудий «Боярина». Вечером 19 февраля на «Боярин» прибыл управляющий генеральным консульством в Бушире Г. В. Овсеенко, после чего корабли снялись с якорей и направились в Кувейт. Дальнейший успех дипломатической миссии «Боярина» складывался из следующих факторов:
- наличие на борту генерального консула России вынуждало во всех портах глав местной власти посещать «Боярин» с официальным визитом первыми. И лишь затем ответные визиты наносились местным властям;
- из-за отсутствия дипломатического представителя Франции на борту крейсера «Инферне» он довольствовался лишь ролью почётного эскорта при российском консуле, следовавшем на «Боярине», что добавляло веса российской миссии;
- личное знакомство командира «Боярина» В. Ф. Сарычева с представителями местной знати.

Так, 21 февраля Сарычев в сопровождении Овсеенко и капитана «Инферне» вновь посетил давнего знакомца — правителя Кувейта шейха Мубарака, который «мало изменился за время 3-х лет». Посетили они также и находившегося в то время в Кувейте шейха Абдель Азиза Аль Сауда, будущего основателя и первого короля Саудовской Аравии. В честь братьев Абдель Азиза шейхов Махмуда и Саада, побывавших на русском и французском кораблях, был дан салют в пять выстрелов. В Линге произошла встреча с местным губернатором, который был «знаком [Сарычеву] ещё со времени прихода в залив лодки „Гиляк“», и многими другими.
По возвращении в Маскат на борт «Боярина» поднялся местный султан, которого ознакомили с устройством пулемётов Максима. При этом английский крейсер III ранга «HMS Perseus» начал на рейде артиллерийские учения и маневры на полном ходу, демонстрируя недовольство визитом султана на русский корабль. Подобное поведение вызвало некоторое недоумение у В. Ф. Сарычева, поскольку с командиром английского крейсера Эдмундом Рэдклифформ Пирсом (1862—1941) они были приятелями ещё со времен боёв за форты Таку, а в этом походе уже успели по-дружески повстречаться в Линге. Впрочем, раздражение англичан было понятно и вызвало у русской команды «только насмешки и остроты; говорилось, что крейсер „Perseus“, видимо, заболел с досады и поэтому [теперь] бегает взад и вперёд».
Здесь, в Маскате, закончилась миссия «Боярина», которая принесла русской дипломатии огромный успех. Успешные переговоры с кувейтским правителем упрочили авторитет России на побережье Залива и позволили наладить взаимопонимание с влиятельными шейхами из рода Аль Саудов. Консул Овсеенко отправился на попутном пароходе обратно в Бушир, а капитан 2-го ранга Сарычев — догонять отряд Штакельберга, с которым воссоединился 15 марта 1903 года в Коломбо и продолжил путь в Порт-Артур. В своем отчёте об этом плавании капитан Сарычев писал: «Лучшее разрешение вопроса о плавании в Персидском заливе наших судов и о показе Русского флага… было бы учреждение специального станционера, для залива, который находился бы в распоряжении консульства либо в Бушире, либо в Басре».

#### На Дальнем Востоке
13 мая 1903 года крейсер бросил якорь в Порт-Артуре — Владимир Фёдорович привёл его на Дальний Восток «в полном порядке», как позже отметил в своём рапорте наместник генерал-адъютант Е. И. Алексеев. «Боярин» сразу же включился в манёвры Первой Тихоокеанской эскадры, проводившиеся в Жёлтом море, в качестве своего основного предназначения — разведчика и судна связи. Это было обусловлено относительно слабой огневой мощью (главный калибр — 6 × 120-мм орудий) и лёгким бронированием, не позволявшим ему рассчитывать на успешное противостояние в бою против крупных кораблей, в сочетании с высоким качеством постройки и «выгодностью в отношении расхода угля».
4 июня того же года, в день четвёртой годовщины взятия фортов Таку, крейсер Сарычева участвовал в смотре морских сил России на Тихом океане. Затем 1 июля был выведен в вооружённый резерв, но уже в августе вновь начал кампанию и сразу же направился сопровождать во Владивосток три номерных миноносца. 11 сентября «Боярин» вместе с отремонтированными там броненосцами отправился в обратный путь. По прибытии принял участие в плановых осенних манёврах и смотре эскадры. В ноябре — декабре, в связи с накалившейся военно-политической обстановкой, Сарычев дважды водил свой крейсер для несения краткосрочной стационерной службы в порту Чемульпо, покинув его в последний раз 30 декабря 1903 года, когда на смену прибыл крейсер «Варяг».

#### Нападение на Порт-Артур
26 января 1904 года Первая Тихоокеанская эскадра была атакована на рейде Порт-Артура японскими миноносцами — торпедированы броненосцы «Цесаревич», «Ретвизан» и крейсер «Паллада». Отправленный (в числе прочих крейсеров) вдогонку за японцами «Боярин» на рассвете следующего дня заметил какой-то миноносец и открыл по нему огонь. По счастью, обошлось без попаданий, поскольку это оказался свой корабль «Сильный», на котором ещё ничего не знали о начале войны. С крейсера принесли извинения за стрельбу и сообщили о начавшихся военных действиях.
В тот же день, 27 января, почти сразу по возвращении «Боярина» в Порт-Артур, на горизонте вновь появились вражеские крейсеры. Капитан Сарычев по сигналу командующего эскадрой адмирала О. В. Старка вышел им навстречу и после ухода противника маневрировал в ожидании дальнейших распоряжений на внешнем рейде. Вскоре «Боярин» был отправлен в разведку и обнаружил главные силы японского флота под командованием адмирала Того — шесть броненосцев и девять крейсеров. С расстояния 40 кабельтовых он произвёл по ним три выстрела, привлекая внимание своих. Японцы ответили, но промахнулись и кинулись в погоню за «Боярином», который полным ходом стал уходить в Порт-Артур, где на внешнем рейде стояла вся русская эскадра. Услышав канонаду, командующий выслал ему на помощь крейсер «Новик», но пока тот снимался с якоря, «Боярин» сам появился на рейде с поднятым на мачтах сигналом о замеченных силах неприятеля. Вскоре показались японские корабли, шедшие в кильватерной колонне. Во время 40-минутного боя между эскадрами на контргалсах Сарычев, не имея точного распоряжения от командующего, занял позицию со стороны наиболее вероятной атаки миноносцев, готовясь её отразить. Ведя при этом достаточно редкий артиллерийский огонь в сторону главных сил противника, «Боярин» попаданий не получил, хотя один снаряд крупного калибра «пролетел очень близко над задней трубой, и она пошатнулась настолько, что с мостика это было заметно».
Сразу же после боя командующий эскадрой отправил «Боярин» атаковать показавшиеся на горизонте судно и миноносец. Это оказались свои суда — минный крейсер «Всадник» и буксир «Силач», к счастью, обошлось без стрельбы. В ожидании приказов крейсер вновь, не вставая на якорь, маневрировал на внешнем рейде.

#### Гибель «Боярина»
Вечером того же дня капитану Сарычеву было приказано сопроводить минный транспорт «Енисей» в бухту Талиенван и вернуться, что и было исполнено — в 22 часа «Боярин» бросил якорь в Порт-Артуре. Оставшись без прикрытия и постоянно ожидая появления неприятеля, командир «Енисея» капитан 2-го ранга В. А. Степанов торопился закончить минирование. Из-за этого 29 января, в полдень он решился на рискованный манёвр: приказал расстрелять несколько всплывших мин на опасной дистанции — прямо с борта транспорта. В результате корабль подорвался на одной из них и в течение 15 минут затонул, унеся на дно значительную часть экипажа, включая командира. При этом он не успел передать в Порт-Артур точных карт постановки мин.
Стрельбу и взрывы в бухте Талиенван в Порт-Артуре приняли за атаку японцев на «Енисей», и в 14 часов 30 минут командующий отправил «Боярина» с четырьмя (по другим сведениям — с двумя) миноносцами ему на помощь. Отдавая приказ, контр-адмирал М. П. Молас предупредил Сарычева, что бухта заграждена минами, но место их положения указал на карте лишь приблизительно. Не обнаружив ни транспорта, ни кораблей противника в Талиенване, Владимир Фёдорович направился к острову Зюйд-Саншантау. Не зная точного расположения минных заграждений, поставленных «Енисеем», крейсер вскоре оказался непосредственно на их линии. В 16 часов 14 минут произошел взрыв с левого борта, пять кочегаров погибло и трое получили контузии. «Боярин» начал крениться — попытки выровнять корабль и подвести под пробоину пластырь привели к ещё большему крену. Ситуация сложилась критическая:
- машинное отделение было затоплено, многие системы разрушены — корабль потерял ход;
- прекратилась подача пара — остановились насосы для откачки воды;
- отказало электроснабжение — прекратилась радиосвязь и погасло освещение;
- крен достиг 15 градусов — создавалась угроза невозможности спуска шлюпок;
- под воздействием прилива и ветра крейсер начал медленно дрейфовать в сторону острова через минное поле неизвестной конфигурации — команда в любой момент ожидала нового взрыва;
- поскольку крейсер был послан уничтожить японские миноносцы — их появление также ожидалось с минуты на минуту;
- до наступления сумерек оставалось всего 2—3 часа — продолжать спасательные работы в темноте не представлялось возможным[42][43].

В сложившихся обстоятельствах командиром было принято решение спасти экипаж, пересадив его на миноносцы сопровождения и увести их из опасного района как можно скорее. В. Ф. Сарычев покинул «Боярин» последним, в рапорте он отмечал: «Приказания мои исполнялись безукоризненно и спокойствие команды было примерное; большинство взяли с собой винтовки». Перед уходом в Порт-Артур по приказу Сарычева командир миноносца «Сторожевой» капитан 2-го ранга А. П. Киткин попытался потопить «Боярин» двумя торпедами Уайтхеда, чтобы корабль не достался врагу. Оба раза дали осечку. Рядом был другой миноносец, но Киткин, будучи старшим, не захотел использовать его, чтобы подорвать крейсер, и оба корабля возвратились на базу.
На следующий день к месту подрыва «Боярина» отправились 2 миноносца под командованием капитана 1-го ранга Н. А. Матусевича, задачей которых был поиск и спасение корабля. Обнаружить крейсер удалось в 10 метрах от берега, слегка севшим на мель, в состоянии, предвещавшем хорошие шансы на спасение. Однако Матусевич принял решение отложить операцию на следующий день. Ограничившись лишь тем, что поставил его на якоря, и не оставив на корабле аварийной команды, он отбыл в порт Дальний. За ночь штормом судно было сорвано с якорей, вновь отнесено на мины и затонуло в 40 м от берега.
Узнав о гибели «Боярина», командующий эскадрой адмирал О. В. Старк и наместник Е. И. Алексеев возложили всю ответственность на его командира. Капитану 2-го ранга Сарычеву вменялось в вину решение покинуть место аварии, когда крейсер ещё продолжал держаться на воде, а также небрежное управление кораблём в момент приближения к району с минной опасностью. При этом они не обратили никакого внимания ни на действия Киткина, который не выполнил приказ уничтожить крейсер, ни на Матусевича, оставившего без присмотра корабль, спасение которого ему было поручено. Наместник приказал срочно провести расследование и передать материалы во Временный военно-морской суд в Порт-Артуре.
12 февраля 1904 года суд признал В. Ф. Сарычева «виновным в том, что он при получении крейсером пробоин недостаточно убедился в плавучести судна и благодаря этому не принял должных мер к спасению такового, последствием чего было спешное снятие с крейсера команды и оставление судна. Небрежности же или неосторожности в действиях командира по управлению крейсером, которые были причиной гибели последнего, судом в обстоятельствах дела не [было] усмотрено».

### Заведующий морскими батареями обороны входа порт-артурской гавани
После суда Сарычев был назначен командовать морскими батареями обороны входа на внутренний рейд Порт-Артура, изначально вооружёнными 57-мм береговыми пушками Норденфельда, однако проку от них в борьбе с современными кораблями противника было немного. Поэтому 12 февраля 1904 года наместник Е. И. Алексеев распорядился усилить их 120-мм орудиями, снятыми с транспорта «Ангара». Позиции для них у подножья Золотой и Маячной гор моряки оборудовали как можно ближе к урезу воды, они же в дальнейшем и составили орудийные расчёты.
В ночь на 9 марта японские миноносцы дважды подходили к Золотой горе. Их отогнали огнём береговых батарей и дежурных канонерских лодок. В ночь на 14 марта были обнаружены приближающиеся к Порт-Артуру четыре брандера — батареи Сарычева и корабли сразу же открыли интенсивный огонь на поражение. Один брандер был торпедирован миноносцем «Сильный» и затонул под Маячной горой, три других выбросились на берег.
В ожидании новых атак недавно назначенный командующим Тихоокеанской эскадрой вице-адмирал С. О. Макаров предпринял энергичные действия по улучшению обороны входного фарватера: были усовершенствованы боновые заграждения, японский брандер, затонувший под Маячной горой, превращён в своеобразный мол, защищающий пришвартованную к нему 22 марта канонерскую лодку «Гиляк» — корабль, на борту которого ещё недавно начиналась командирская карьера Владимира Фёдоровича. С этой позиции отлично простреливался внешний рейд — береговые батареи вместе с канонерской лодкой составили первый рубеж обороны входа.
В течение первой недели апреля капитан 2-го ранга Сарычев временно заведовал сигнальной станцией «Золотая гора» — одной из ключевых точек обороны крепости. Затем вновь вернулся на морские батареи обороны входа. Ночью 16 апреля шесть японских миноносцев подошли к берегу на 6—7 кабельтовых. На огонь, открытый с «Гиляка» и батарей, японцы ответили тремя выстрелами и скрылись. Позднее выяснилось, что это была рекогносцировка участников новой атаки брандеров.
17 апреля наместник Е. И. Алексеев назначил контр-адмирала М. Ф. Лощинского ответственным за оборону рейда и поставил ему задачу: преграждение ночью пути прорывающимся судам и уничтожение их как можно дальше от входа в гавань. Для выполнения этой задачи он получил в своё распоряжение морские 120-мм и 57-мм батареи В. Ф. Сарычева, пришвартованную к затопленному японскому брандеру канонерскую лодку «Гиляк», три миноносца и несколько других судов, а также минные и боновые заграждения.
В ночь на 20 апреля японцы предприняли наиболее опасную попытку закрыть выход из гавани. В тщательно спланированном нападении участвовало пять миноносцев и восемь брандеров водоизмещением до 3 тысяч тонн. В час ночи первый миноносец был замечен с «Гиляка». В ходе последовавшего ожесточённого 4-х часового боя этот миноносец, а также все брандеры были уничтожены. Причём два корабля нападавших были потоплены огнём батарей Сарычева. На рассвете обнаружилось, что остатки экипажей затопленных брандеров пытаются уйти на шлюпках в сторону двух поджидавших их миноносцев, один из которых был немедленно потоплен огнём береговых батарей, а другой ушёл, так и не подобрав своих. Всего в этом бою батареи под командованием Владимира Фёдоровича израсходовали почти 2150 снарядов.
Ко второму мая японцы осознали бесполезность брандерных атак и изменили тактику — на внешнем рейде началась минная война. Для береговых батарей Сарычева и экипажа «Гиляка» это означало почти еженощные перестрелки с миноносцами, прикрывавшими минные постановки, а днём — прикрытие собственных тральщиков, очищавших фарватер от японских мин.
К 7 июня с развитием японского наступления на суше положение эскадры, запертой в Порт-Артуре, стало критическим — спасти её мог только прорыв во Владивосток. А минная война продолжалась — в течение ночи на 9 июня артиллерия защиты входа дважды вступала в перестрелку с миноносцами и минными транспортами противника. Попытка прорыва эскадры была предпринята ночью 10 июня — корабли, вслед за тралящим караваном, начали выходить за минное поле. Однако уже через несколько часов, повстречав превосходящие силы японского флота, эскадра отступила без боя и вернулась на внешний рейд Порт-Артура. Последовавшие за тем беспрерывные нападения японских миноносцев помешали осуществить ночной заход кораблей в гавань, для чего уже были выключены цепи минных заграждений и разведены боны. До рассвета эскадра и батареи Сарычева отбили восемь атак. «Гиляк» в этом бою практически не участвовал, так как его сектора обстрела закрывали корабли эскадры. Только к часу дня 11 июня вся эскадра скрылась во внутренней акватории.
В дальнейшем японцы почти каждую ночь предпринимали попытки прорыва на внутренний рейд малыми группами. Так, согласно рапортам Владимира Фёдоровича командующему, поздно вечером 14 июня была отбита атака двух вражеских миноносцев, при этом один из них потоплен артиллерийским огнём. 20 июня отражены попытки ночных прорывов двух пар миноносцев, подобравшихся очень близко ко входу под прикрытием берега, но оба раза враг вынужден отступить под огнём в открытое море ни с чем, хотя и сам видимых потерь не понёс. Воспользовавшись густым туманом в ночь с 24 на 25 июня, вражеские миноносцы вновь попытались прорваться в порт, но были обнаружены по шуму машин. Прожектора не помогали, поэтому батареи Сарычева открыли огонь, ориентируясь на звук, — японцы отступили. Затем в 4 часа утра были обнаружены два миноносца и минный транспорт в отдалении. По ним был открыт огонь, и, получив небольшие повреждения, враги снова ретировались под прикрытием тумана. В ночь на 27 июня прожекторами были обнаружены две группы японских миноносцев — 3 и 2 корабля соответственно. Залпами 120-мм орудий они были принуждены уйти. На следующую ночь появилась группа из трёх миноносцев. Один держался поодаль, а два других по очереди пытались приблизиться к боновым заграждениям. Комендоры Сарычева добились двух попаданий по первому, после чего вся группа ушла. В ночь на 29 июня японцы атаковали по такому же сценарию: два миноносца по очереди прорывались к бонам, пока третий подавал им издалека сигналы. Получив некоторые повреждения от огня батарей, вся группа поспешно скрылась.
После падения Порт-Артура капитан 2-го ранга Сарычев находился в японском плену. В Петербург он вернулся только в марте 1906 года.

### Дальнейшая служба
6 декабря 1907 года высочайшим приказом № 805 В. Ф. Сарычеву присвоено звание капитан 1-го ранга. В том же году он был зачислен в береговой состав и назначен командиром 3-го флотского экипажа Балтийского флота. С августа 1908 года до октября 1915 года командовал флотским полуэкипажем в Либаве. 14 апреля 1913 года высочайшим приказом № 1181 ему присвоено звание генерал-майор флота. 13 июня 1917 года вышел в отставку с присвоением звания генерал-лейтенант по Адмиралтейству и полным пенсионом.

### Последние годы жизни, смерть
В 1914—1916 годах был гласным земского собрания родного Гдовского уезда. C 1916 года проживал в Ревеле, где и остался после отделения Эстонии от Советской России. Там в 1920-х годах состоял «слушателем» кассы взаимопомощи моряков, а также был первым старостой приходского совета Иоанно-Предтеченской церкви в Нымме.
Умер 14 февраля 1924 года и похоронен на Хийуском кладбище в Таллине. После него остались жена и дочь.

## Награды
В 1896 году награждён серебряной медалью «В память царствования императора Александра III». За доблесть в бою против фортов Таку капитан-лейтенант Сарычев 12 июня 1900 года награждён орденом Святого Георгия 4-й степени. По окончании кампании в Китае в 1902 году получил серебряную медаль «В память о событиях в Китае 1900—1901 годов», а также награды союзников России:
- французский орден Почётного легиона кавалерского креста (1901);
- прусский орден Красного орла 3-го класса (1902);
- японский орден Священного Сокровища 3-й степени (1902);
- итальянский орден Короны офицерского креста (1903)[5].

В 1901 году датское правительство наградило капитана 2-го ранга Сарычева орденом Даннеборга командорского креста 2-го класса за активное участие в достройке и комплектовании крейсера «Боярин». 6 декабря 1903 года награждён орденом Святого Станислава 2-й степени за успех дипломатической миссии крейсера «Боярин» в Персидском заливе во время похода из Кронштадта в Порт-Артур. В 1906 году за участие в боевых действиях был награждён серебряной медалью «В память русско-японской войны».
13 апреля 1908 года награждён орденом Святой Анны 2-й степени, а 23 сентября того же года — орденом Святого Владимира 4-й степени с бантом за 18 морских кампаний. В 1910 году награждён золотым значком «В память окончания курса Морского Корпуса». 3 марта 1912 года награждён орденом Святого Владимира 3-й степени.

## Память
В его честь назван небольшой пролив Сарычева в Новогвинейском море за гидрографические работы, осуществлённые им в этом районе во время в кругосветной экспедиции на корвете «Скобелев» (1882—1885).

## Комментарии
1. ↑  В 1902 году сельцо Колодье принадлежало его матери и составляло 1232 десятины, в нём имелось семеноводческое хозяйство[3].
2. ↑  Именно благодаря этому землевладению он был избран в 1914—1916 годах гласным земского собрания Гдовского уезда[4].
3. ↑  Рапорт наместника адмирала Е. И. Алексеева[33].
4. ↑   По свидетельству Я. И. Кефели, врача миноносца «Стерегущий», когда тот вместе со «Смелым» возвращался в Порт-Артур с дежурства по охране рейда и повстречал отряд В. Ф. Сарычева, спешившего в бухту Талиенван, «Боярин» сопровождали всего два эскадренных миноносца: «мы увидели на горизонте три дыма, идущие к нам навстречу со стороны Артура<…> оба маленьких отряда, наш и „Боярина“, быстро сошлись». При этом сигнальщики встречных миноносцев не смогли разобрать сигнал «следовать за мной», поданный Сарычевым, и отряды так же быстро разминулись[40].
5. ↑  Миноносцы, обладавшие существенно меньшей осадкой, чем крейсер, не пострадали от мин, поставленных «Енисеем», поскольку в тот момент был высокий прилив. Как выяснилось позднее, по этой же причине дежурный отряд миноносцев, в котором находился врач Я. И. Кефели, прошёл накануне по тому же самому минному заграждению, даже не заметив его[44].
6. ↑   По воспоминаниям Я. И. Кефели, картина эвакуации «Боярина» выглядела несколько иначе, поскольку миноносцев сопровождения было всего два. Команда крейсера погрузилась на оба, и Сарычев отдал приказ одному из них расстрелять «Боярин» торпедами. После этой неудачной попытки, будучи уверенными в скорой гибели корабля на минах, он увёл остатки своего отряда в Порт-Артур[44].
7. ↑   Я. И. Кефали вспоминает, что тогда бушевал тайфун «такой силы, что по улицам Артура не было возможности ходить: человеку невозможно было преодолеть сопротивление ветра»[44].
8. ↑  По другим сведениям, батареи обороны входа были оборудованы 47-мм орудиями, система — не указана[49].
9. ↑   Такое название географический объект носит на российских морских картах, в то время как в других странах он более известен как пролив Оттилиен (англ. Ottilien passage)[68].

### Книги
- Абисогомян Р. А. Биографический справочник // Роль русских военных деятелей в общественной и культурной жизни Эстонской Республики 1920–1930-х гг. и их литературное наследие: Диссертация на соискание учёной степени magister artium / Научный руководитель — доктор филологических наук проф.-эмеритус С. Г. Исаков. — Тарту: Тартуский университет, 2007. — 313 с. Архивировано 3 сентября 2014 года.
- Масленников Б. Г. Сарычева (Оттилиен) // Морская карта рассказывает. — М.: Воениздат, 1973.
- Янчевецкий Д. Г. Первая часть — Тяньцзинь // У стен недвижного Китая / издание П. А. Артемьева. — СПб. — Порт-Артур: Типография Товарищества художественной печати, 1903. — 618 с.
- Скворцов А. В. Крейсер II ранга «Боярин». — СПб.: Гангут, 2002. — Т. 5. — (Мидель-шпангоут). — ISBN 5-85875-019-2.
- Часть первая // Русско-Японская война 1904—1905 гг. / Работа Военно-исторической комиссии по описанию Русско-японской войны. — СПб.: Типография товарищества А. Ф. Маркс, 1910. — Т. VIII. — 812 с.
- Широкорад А. Б. Россия и Китай. Конфликты и сотрудничество. — М.: Вече, 2004. — 448 с. — (Военные тайны XX века). — ISBN 5-94538-399-6.
- Грибовский В. Ю. Российский флот Тихого океана. 1898—1905. — М.: Военная книга, 2004.
- Кефели Я. И. Гибель «Енисея» и «Боярина» // Порт-Артур. — Нью-Йорк: Издательство им. Чехова, 1955. — С. 83—89. — 412 с.
- Кефели Я. И. Потери в личном составе русского флота в войну с Японией / Цензоры: ординарный профессор Г. И. Турнер, экстра-ординарный профессор В. Н. Шевкуненко и приват-доцент В. Н. Томашевский. — СПб.: Тип. В. Ф. Киршбаума, 1914. — 157 с.

### Статьи
- Мякишев А. К., лейтенант. Взятие фортов Таку, 4-го июня 1900 г. // Морской сборник. — СПб., 1901. — № 2. — С. 19—44.
- Годовщина боя при Таку // Исторический вестник. — СПб., 1901. — № 6.
- Скворцов А. В. Канонерская лодка сибирской флотилии «Гиляк» (История кораблестроения) // Гангут : Научно-популярный сборник статей по истории флота и судостроения  / Гл. ред. Н. Н. Афонин. — СПб., 1999. — № 21. — С. 29—46. — ISBN 5-85875-051-6.
- Скворцов А. В. Канонерская лодка сибирской флотилии «Гиляк»: Продолжение. Начало см.: Гангут. Вып. 21. (В дыму морских сражений) // Гангут : Научно-популярный сборник статей по истории флота и судостроения  / Гл. ред. Н. Н. Афонин. — СПб., 2000. — № 22. — С. 24—40. — ISBN 5-85875-053-2.
- Скворцов А. В. Канонерская лодка сибирской флотилии «Гиляк»: Продолжение. Начало см.: Гангут. Вып. 21-22. (В дыму морских сражений) // Гангут : Научно-популярный сборник статей по истории флота и судостроения  / Гл. ред. Н. Н. Афонин. — СПб., 2000. — № 23. — С. 15—25. — ISBN 5-85875-055-9.
- Бочаров А. Ничего так не желают, как почаще видеть у себя русских // Источник. Документы русской истории : Приложение к журналу «Родина». — М.: Редакция Российской газеты, 1999. — № 6 (42).